# Ongjerth Richárd
Ongjerth Richárd (Eger, 1953. november 14. –) Hild János-díjas urbanista, várostervező, városkutató, oktató, moderátor, a DRO Studio ügyvezetője, a BME Szociológia és Kommunikáció Tanszékének tudományos munkatársa.

## Pályafutása
1972-ben érettségizett a Pannonhalmi Bencés Gimnáziumban.
1972-74 között a Városépítési Tudományos és Tervező Intézet (VÁTI) Czigler Endre vezette V. Irodáján a Virágh Lajos által irányított Közlekedési Szakosztályon dolgozott műszaki rajzoló-szerkesztőként.
1973-tól a BME Építészmérnöki Karának esti tagozatán folytathatta tanulmányait, diplomáját 1980-ban a Lakóépülettervezési Tanszéken szerezte meg.
1980-tól a Budapesti Városépítési Tervező Vállalat (BVTV, BUVÁTI) organizációs tervezője. 1981-től ugyanott a Szűcs István városszociológus által vezetett Városépítési Kutatási Önálló Osztályon kutató, 1987-től osztályvezető-helyettes. 1992-től a BUVÁTI Rt. Térségkutatási és Városfejlesztési Irodájának vezetője. 1997-től a BUVÁTI átalakulása nyomán létrejött BFVT Kft. ugyanilyen egységét vezeti 2003-ig.
1995 augusztusában Budapest Főváros Közgyűlése dr. Schneller István főépítész javaslatára megválasztja az önkormányzat akkor alakult városfejlesztési nonprofit szervezetének, a Studio Metropolitana Urbanisztikai Kutató Központnak az ügyvezető igazgatójává, ezt a pozícióját 2007-ig tölti be, majd 2008-ig a cég kutatási igazgatója.
2001-ben hozta létre családi vállalkozásként a DRO Studiót, ahol eredetileg tervezési vezetőként, 2010 óta ügyvezetőként dolgozik.
2007-2011 között a Budapest-józsefvárosi városrehabilitációt szervező RÉV8 Zrt. igazgatóságának elnöke.
2008-tól 2016 végéig a Magyar Urbanisztikai Társaság (MUT) nonprofit urbanisztikai innovációs szervezetének, a Magyar Urbanisztikai Tudásközpontnak (MUTK) az ügyvezető igazgatója, 2017-től 2019-ig vezető tanácsadója.
1993 óta aktív az urbanisztikai felsőoktatásban, ahol 2005-ig az Ybl Miklós Építőipari Műszaki Főiskola Települési Tanszékén óraadó, 1995-2003 között az ELTE Szociológia Tanszékén óraadó, 2003-2016. között a BME GTK Szociológia és Kommunikáció Tanszékén óraadó, majd tudományos munkatárs, nyugdíjazása óta ismét óraadó.
Pályafutásának kezdetétől motiválta az urbanisztika, mint szakma sokirányú fejlesztése, az új, hatékonyabb munkamódszerek megismerése, kipróbálása és elterjesztése, erre törekedett módszertani kutatásai, és hagyományos munkái – pl. rendezési tervek készítése – készítése során is. Innovációs törekvései főként a több szakma közös peremvidékét illető feladatok során voltak eredményesek, például az intézményfejlesztés, a városrehabilitáció, a közlekedésfejlesztés, a társadalmi részvétel, a tervezési kommunikáció, az ökológia, az örökséggazdálkodás, az energiatudatos városfejlesztés, a környezetbarát közlekedésfejlesztés, a szociális esélyteremtés, a turizmus, vagy az integráló tervezés módszertani fejlesztése.
Hivatásos szakmai tevékenysége mellett több szakmai csoportosulásban, civil szervezetben vállalt különféle szakmai, társadalmi megbízatásokat. Privát aktivitásai közül kiemelkedik az egyik első magyar templomi beatzenekar, a krisztinavárosi Credo együttes megalapítása, amelyben 1972-85 között zeneszerzőként, gitáros-énekesként is szerepelt.

## Szakmai munkája

### Kutatás
Kutatói pályafutása a kezdetektől a gyakorlatorientált módszertani kutatási, fejlesztési feladatok vonzották.
A BUVÁTI-ban tanulta a multidiszciplináris szakmagyakorlás alapjait, ahol szociológus, építész, tájépítész, demográfus, és ökológus munkatársakkal dolgozott együtt. Első nagyobb, a stratégiai tervet megalapozó kutatási munkája 1983-ban a budapesti közoktatás-fejlesztés beruházási prognózisának módszertanára irányult, de ide sorolható a belső kerületek városrehabilitációs koncepciója módszertanának elkészítése, vagy a tervezett világkiállítás helyszínkiválasztásának irányítása, illetve a rendszerváltozás után a regionális tervezés módszertani megújításának javaslata is.
A kilencvenes évek második felében a Studio Metropolitana keretében az európai uniós támogatással a nagyvárosok fejlesztésének aktuális kulcsterületeire vonatkozó nemzetközi kutatások irányításával és menedzselésével foglalkozott, ami a 2000-es évek közepén a Studio Metropolitana „Metropolisz Műhely” kiadványaiban publikált reprezentatív városfejlesztési kutatások, felmérések mintegy húszelemű sorozatában bontakozott ki.
A Studio Metropolitana kutatásainak végével a MUTK vezetőjeként ismét az urbanisztikai módszertani kutatások kerültek előtérbe, ahol a tervezés megváltozott önkormányzati környezetben való helyzetének feltárását célzó műhelymunka-sorozat nyomán került összeállításra a vezetésével a hazai tervezési rendszer hatékonyságnövelő átalakítását célzó javaslatcsomag. Emellett gyakornoki program keretében zajlottak a hazai urbanisztika helyzetének, működési sajátosságainak, megítélésének viszonyaival folyó kérdőíves kutatások, ezzel párhuzamosan pedig a tervezés, fejlesztés nemzetközi gyakorlatának jó példáit, technikáit feltáró és felmutató, a hazai alkalmazási lehetőségeket biztosító nagyobb lélegzetű, gazdaságorientált EU-támogatású kutatási projektek irányítását, szakmai vezetését is végezte (pl. EnSURE, SPECIAL). A városfejlesztési módszertani eredmények alkalmazásának egyik fontos eredménye volt a Budapest-Hegyvidék Böszörményi útjának kereskedelem-fejlesztését célzó program elkészítése 2016-17-ben, ami más budapesti kerületek revitalizációs feladatainak megtervezése számára is mintaként szolgált..
Szakmai munkáinak keretében említendő 2005-től a társadalmi bűnmegelőzés nemzeti programjának végrehajtásában való szakértői és pályázati értékelői munka, valamint a belvárosok megújítását célzó pályázatok Nyugat-dunántúli értékelői munkája, ahol több mint húsz város terveit, városmegújítási pályázatait értékelte szakmai szempontból.
2016-2018 között a Belügyminisztérium Önkormányzati fejlesztések figyelemmel kísérése II. című kutatási programjának településfejlesztési szakértője, 2018-2023 között pedig a Társadalmi Esélyteremtési Főigazgatóság csokvaományi esélyteremtési mintaprojektjének településfejlesztési szakértője..

### Tervezés
Az első tervezési feladatai az akkori viszonyok közötti stratégiai tervezési feladatok voltak (Budapest közoktatás-fejlesztési koncepciója az ezredfordulóig, Budapest belső kerületeinek rehabilitációs koncepciója, stb.). Ezt a fajta integrált, multidiszciplináris team-munkával megvalósult tervezés a rendszerváltozás utáni egyik első, az érintettek széles körének bevonásával elkészített regionális fejlesztési programban (BART-DÉL Projekt, 1992-93) teljesedett ki, ahol Ongjerth az e célra létrejött Urbanissimus Konzorcium ügyvezetőjeként irányította a munkát. A későbbi szociális városrehabilitáció előfutáraként értékelhető a Budapest-ferencvárosi Aszódi úti kolóniának az ott élők számára, aktív részvételükkel történő megújítását célzó kísérleti Aszódi Úti Rehabilitációs Akció (AURA) 1993-94-ben. A kísérleti tervekhez tartozik Csepel Városfejlesztési Koncepciója 1994-95-ből, amely a közvetlen hasznosulása mellett– más tervekkel együtt – több elemében hasznos adalékul szolgált a 2007-ben megjelent Városfejlesztési Kézikönyvhöz is.
A kutatási feladatok rendszerváltás utáni elapadásával előtérbe került a fizikai, rendezési tervezés, és ezekben a legtöbb esetben sikerült érvényre juttatnia a stratégiai tervezés, az integrált megközelítés eredményeit, a korábbi kutatások tanulságait, akár a tervezési eljárás sokszereplős folyamattá alakításával, akár a tervek tartalmi spektrumának a szélesítésével, a fejlesztési szempontoknak, vagy a marketingnek a rendezési tervekbe való integrálásával. A legnagyobb lélegzetű ilyen feladat – a BFVT Kft. színeiben – Dunaújváros fejlesztési koncepciója, településszerkezeti és szabályozási tervei, helyi építési szabályzata és számos kisebb, ezekhez csatlakozó részterületi terv elkészítésének a vezető tervezőként történő koordinálása, irányítása volt 1997-2003 között. Hasonló tervcsomag elkészítését vezette több Pest megyei településen (Pilisborosjenő 1997-2003, Őrbottyán 1998-2002, Budakeszi 2002-2005), és sok részfeladatot látott el távolabbi városok tervezésében is (pl. társadalmi, gazdasági fejezetek Győr településszerkezeti tervéhez 2003, több szabályozási terv Székesfehérváron 1999-2002 között). A nyolcvanas évek végétől 2003-ig irányította Budapest ÁRT-je, majd településszerkezeti terve társadalmi, gazdasági, lakásügyi fejezeteinek elkészítését.
A 2000-es évek közepétől tevékenységében ismét erősödött a stratégiai és akcióorientált multidiszciplináris tervezés. 2003-2004-ben irányította Budapest barnamezős rehabilitációs koncepciójának elkészítését, 2005-ben vezető tervezője volt a Pro Verdének, azaz Budapest Zöldfelületi Rendszere Fejlesztési Koncepciójának, 2007-ben irányította Budapest Környezetvédelmi Programjának felülvizsgálatát, 2009-től pedig vezető tervezője volt Budapest Energia Cselekvési Programjának. Budapesti tervezési tapasztalatok során került kapcsolatba a Covenant of Mayors EU-kezdeményezésű szervezettel, amelynek magyar nemzeti szakértőjeként irányította Budapest Főváros, majd Óbuda és Újpest, majd Jászberény és Nagypáli Fenntartható Energia Akciótervének (SEAP) elkészítését. 2017-18-ban vezető szakértője volt Baranya megye, majd két Baranya megyei város klímastratégiájának.
Korábbi tapasztalatai és európai uniós projektekben (Cabernet, ReTINA) szerzett ismeretek felhasználásával készített beavatkozási programot a Csepeli Gyárváros megújítására (2012-13), majd a Csepel-Észak területének stratégiai munkatervével (2013) a különösen nagyterületű városfejlesztési akciók megindításához szolgált jó példával.
2009-2010 között irányította Budaörs városközpont akcióterve, és a megvalósítást célzó pályázati anyag elkészítését, és több megvalósíthatósági tanulmányt készített egyes Budapest környéki zártkerti területek továbbfejlesztésére is.
Az EUROPAN nemzetközi pályázat magyarországi lebonyolításának irányítójaként jelentős tapasztalatokat szerzett a megvalósuló tervpályázati folyamatok előkészítésében, szervezésében, tervezésében.
Sajátos tapasztalatokat szerzett 2016-17-ben Csíkszereda Integrált Várostervezési Stratégiája és Fenntartható Városi Mobilitási Terve (SUMP), elkészítésének vezető szakértőjeként, illetve Törökbálint SUMP-jának urbanisztikai szakértőjeként. 
2014-től vesz részt turizmusfejlesztési tervezési feladatokban, pl. az Önkormányzatok Mátrai Szövetsége, Újpest és Vác turizmusfejlesztési koncepciójának elkészítésében, illetve egyes Balaton-parti városok integrált településfejlesztési stratégiájának elkészítése során. 
2021-tól több tervet készített a nagyberuházások nélküli városrevitalizáció előkészítésére, például a budapesti Margit-negyed, Bartók-negyed továbbfejlesztésére, illetve a Józsefváros helyiséggazdálkodásával összefüggő város- és közterület-fejlesztési, valamint marketing feladatok meghatározására 

### Oktatás
Ongjerth először 1986-ban vett részt oktatóként a felsőoktatás munkájában, amikor egy éven át városrehabilitációs konzulens volt a BME Szociológia Tanszékén.
1993-2005 között a Szociológia, majd Településszociológia tantárgyat oktatta az Ybl Miklós Építőipari Műszaki Főiskola Település Tanszékének óraadójaként, ahol a szűkebben vett társadalmi tervezési ismeretek mellett a stratégiai tervezést, a tervezési kommunikációt, a participációt is beillesztette a tananyagba.
1995-2003 között a kurzust szervező Enyedi György felkérésére az ELTE Szociológiai Tanszékén szervezett posztgraduális területfejlesztő szociológus képzésben a Területi társadalmi tervezés c. tantárgyat oktatta külső óraadóként.
2003-tól pedig a BME Gazdaság- és Társadalomtudományi Karának Szociológia és Kommunikáció Tanszékén óraadó, majd részmunkaidős tudományos munkatárs, ahol a terület- és településtervezés, a tervezési kommunikáció, majd a térség- és városmarketing, a helyi fejlesztési politikák ismereteit adja át közgazdászhallgatóknak. 2013-tól a tanszék Városkommunikációs Műhelyének szervezője, vezetője, 2017-től külső óraadó.
2007-2016 között óraadó a Zrínyi Miklós Nemzetvédelmi Egyetemen, majd a Nemzeti Közszolgálati Egyetemen, ahol a katasztrófavédelmi mesterképzésben a Településfejlesztés című tantárgyat oktatja. 2012-ben az UP-RES EU-projekt keretében a Debreceni Egyetem települési energetikus képzésében az Urbanisztika tantárgy előadója volt, 2021-től a Terület-, vidék- és településfejlesztési rendszerek című tárgy elóadója a Debreceni Egyetem posztgraduális fejlesztéspolitikai szakreferens képzésében.
Előadásokat tartott más felsőoktatási intézményekben is, így a Szegedi Egyetemen, a Zsigmond Király Főiskolán, a Wekerle Sándor Üzleti Főiskolán, a Budapesti Corvinus Egyetem Tájépítészeti és Agrárgazdálkodási Karain, és a Nemzetközi Bankárképző Központban is.
Eredetileg technikumi képzésre szánt jegyzeteit (Terület- és településtervezés – szerzőtárs: Gauder Péter -, valamint Társadalmi tervezés, mindkettő 1996-ban) több felsőoktatási kurzuson is használták, emellett 2005-2007 között szerzője és két régióban előadója is volt az önkormányzati köztisztviselők EU-felkészítését szolgáló, a Magyar Közigazgatási Intézet által szervezett terület- és településfejlesztési ismereteket átadó kurzus településfejlesztési fejezeteinek.

### Kommunikáció
Ongjerth Richárd urbanisztikai kommunikációs munkája a „cselekedve tanulás” elvet követve a kutatási és tervezési projektek keretében alakult ki. 1993-ban, a 23 önkormányzatra kiterjedő regionális kísérleti tervezési projekt, a BART-DÉL során szerezte első tervezési kommunikációs tapasztalatait, amelyet aztán az AURA, a csepeli koncepció, és számos más, különféle participációval megvalósuló tervezési munka során, illetve a kilencvenes évek végén nemzetközi együttműködésben megvalósított City In Dialogue EU-projektben fejlesztette tovább. Ennek a munkának az eredményét foglalja össze a „Metropolisz Műhely” sorozatban 1999 végén megjelentettett „A párbeszédben álló város” című kiadvány, amely a társadalmi részvétel, a tervezési kommunikáció szervezéséhez kínál gyakorlati útmutatót.
A Studio Metropolitana kutatási eredményeit bemutató sajtótájékoztatók kapcsán szervezett médiakommunikációs tevékenység során egyrészt a sajtóanyagok előállításának szakmai résztvevőjeként, másrészt a sajtótájékoztatón vezető szerepet játszó szakértőként, harmadrészt a médiában gyakran megszólaltatott interjúalanyként szerzett kommunikációs ismereteket és tapasztalatokat.
A kilencvenes évek első felétől része szakmai munkájának a különféle konferenciákon való szereplés. 1989-ben szervezte az első széles közönség számára összeállított kiállítást Budapest ÁRT-jéből a Budapesti Nemzetközi Vásáron, azóta számos konferencia, hazai és nemzetközi workshop, szeminárium szervezője és előadója volt.
Tervezési moderációs tapasztalatai és ismeretei alapján 2003-ban őt kérték fel Budapest várostervezési kommunikációs fórumainak moderátorává, ezt a tevékenységét 2008-ig végezte.
2010-2013 között három alkalommal volt a szakmai főszervezője a HUNGEXPO által a Construmával egy időben szervezett Urb:Icon Városfejlesztési Kiállítás és Projektvásárnak, ahol a kísérő szakmai program szervezésében is kulcsszerepet játszott. 2012 őszétől az akkor indult internetes FUGA Rádióban önálló urbanisztikai műsor, a Városi Sáv szerkesztő-műsorvezetőjének kérték föl, ezt a munkáját a rádió megszűnéséig végezte.
Az egyetemi Városkommunikációs Műhely keretén belül kezdeményezője volt 2014-ben az Urbi:Comm programnak, amely kommunikációszakos felsőoktatási hallgatók városfejlesztési kommunikációs pályázatainak, kutatási projektjeinek, illetve ezek eredményei terjesztésének megvalósítását célozza, önkormányzati együttműködésekben.
Kommunikációs munkájának 1997 óta volt szerves része a Magyar Urbanisztikai Társaság (MUT) éves konferenciáinak előkészítésében való közreműködés, hosszú időn át ezek elnökségi referense volt.

## Szakmai közélet
Ongjerth Richárd 1986-ban lépett be a MUT-ba, ahol 1989-től annak 1994. évi megszűnéséig a Választmány, majd 1991-től az Ellenőrző és Számvizsgáló Bizottság tagja volt. 1994-ben a legfiatalabb tagjaként választották meg a MUT Elnökségébe, amelynek 2018-ig folyamatosan tagja volt, hétszer választották újra. Alapító és vezetőségi tagja volt Budapesti és Pest Megyei Területi Csoportnak, alapító, esetenként kezdeményező tagja a társaság több tagozatának, jelenleg is vezetőségi tagja a Felsőoktatási, valamint a Gazdasági és Projektfinanszírozási Tagozatoknak, és tagja a MUT 2018-ban létrehozott Tanácsadó Testületének.
A participációs tevékenység, illetve a szakma fejlesztésére irányuló munka részeként több civil és szakmai szervezet alapításában is részt vett, így tiszteletbeli tagja a Csepel-Háros Lakossági Egyesületnek, tagja a Levegő Munkacsoport Szakértői Testületének, alapító tagja az Urbanissimus Egyesületnek, a Magyar Építész Kamarának. Vezetőségi tagja volt a Kenesei Part- és Természetvédelmi Egyesületnek.
2019-ben az innovatív urbanisztikai módszerek meghonosításáért és a MUT-ért végzett munkájáért a Magyar Urbanisztikai Társaság Elnöksége Hild János-díjban részesítette.
2006 óta tagja a Falu, Város, Régió folyóirat szerkesztő bizottságának.
2018 óta tagja a Turizmusfejlesztők és Tanácsadók Szövetségének (TUTSZ).

## Főbb publikációk
- Egy új lakáspolitika körvonalai (Urbanisztika, 1990. 6. szám)
- Javaslat Budapest térszerkezetének továbbfejlesztésére (Urbanisztika, 1990. 10. szám)
- Központ-rendszer-váltás (Urbanisztika, 1991. 14. szám)
- Az újrakezdés alapelvei (LEX – Land Use & Environmental Control Seminar of the Know-How Fund), 1993
- AURA – Egy munkáskolónia rehabilitációja lakossági részvétellel (Falu, város, régió, 1994. 2)
- Miért beteg a magyar urbanisztika? (előadás az 1. országos urbanisztikai konferencián Siófokon), 1994
- Fejlesztési tervek – a bevált gyakorlat kézikönyve (Development plans – The good practice guide) a Quo Vadis Consult gondozásában megjelent magyar változat szerkesztője és szakmai lektora, 1993-94
- Bevezetés a térinformatikába (útmutató leendő és kezdő felhasználóknak) – kézirat a közszolgáltató cégek szakemberei számára, 1994
- Társadalmi ismeretek a településirányításban (kísérleti jegyzet a környezetvédelmi technikumok és településmérnöki főiskolák számára), 1995
- Területi és településtervezés (kísérleti jegyzet a környezetvédelmi technikumok és településmérnöki főiskolák számára, Gauder Péterrel), 1995
- A mindennapok filozófiája (IDG – Számítástechnika, 1995. 7. szám)
- Piramisépítés felülről lefelé (Térinformatika, 1995. 3. szám)
- Terület- és településfejlesztési oktatási segédanyag a köztisztviselők ROP felkészítéséhez (Magyar Közigazgatási Intézet, 2006)
- A siker titka –a városközpontok megújításának jó példái (Falu, Város, Régió, 2008/2. szám)
- Városrehabilitáció Budapesten (Falu, Város, Régió 2008/2. szám)
- A biológiai aktivitás változása Budapesten és a Budapesti Agglomerációban 1990-2005 között (Jombach Sándorral és Gábor Péterrel, 4D: Tájépítészeti és Kertművészeti Folyóirat 2006/4 szám)
- Budapest zöldfelületi állapotfelmérése űrfelvételek feldolgozásával (Jombach Sándorral és Gábor Péterrel, 4D: Tájépítészeti és Kertművészeti Folyóirat, 2007/5 szám)
- Budapest zöldfelületi borítottságának vizsgálata (Falu Város Régió, 2008/1 szám)
- Tervezhető-e a város? (Budapest, 2009. október)
- Csipkerózsika újraélesztése (Új Magyar Építőművészet, 2009/3. szám)
- A paradigmaváltás elején – területfejlesztés a települési szintről (Falu Város Régió, 2009/3 szám)
- Régióátszervezés, de merre? (Transindex, 2013. 02.)